# Bohrkäfer
Die Bohrkäfer (Bostrichidae) stellen eine Familie der Käfer dar. In Europa kommen 47 Arten und Unterarten vor. Sie sind den Borkenkäfern (Scolytinae) ähnlich, unterscheiden sich aber in ihren Fühlern und Augen deutlich. 

## Merkmale
Die Käfer werden 2 bis 20 Millimeter lang und haben langgestreckte zylindrische und leicht abgeflachte Körper und ovale Augen. Sie sind entweder stark, fein behaart, oder haben keine Haare. Der Kopf der Tiere ist etwas nach vorne gestreckt, wobei dieser bei den Unterfamilien Lyctinae und Polycaoninae unverdeckt und bei den Unterfamilien Dinoderinae und Bostrichinae durch den Halsschild von oben verdeckt ist. Einige Arten haben Deckflügel, die nicht den gesamten Hinterleib bedecken. Ihre Fühler haben 9 bis 11 Glieder, wobei die letzten zwei oder drei Segmente zu einer Keule verdickt sind. Diese Segmente können bei manchen Arten kammartig verdickt sein. Sowohl die Männchen, als auch die Weibchen haben jeweils auf allen Beinen fünf Tarsenglieder. Die Tarsen sind meist lang und werden bei manchen Arten teilweise durch die Tibien überlappt. Diese wiederum haben an den ersten Beinpaaren meist Dornen und Häkchen.

## Lebensweise und Vorkommen
Die Käfer bohren in Holz und sind sehr wärmeliebend. Manche Arten, wie z. B. der Getreidekapuziner (Rhyzopertha dominica) sind Schädlinge, da sie neben Holz auch Bücher und ihre Larven zusätzlich Samen und Getreide fressen.

## Unterfamilien und Arten (Auswahl)
- Bostrichinae
  - Karminroter Kapuzinerkäfer (Bostrychus capucinus)
  - Horn-Bohrkäfer (Bostrychoplites cornutus)
  - Lichenophanes varius
  - Sinoxylon perforans
  - Xylopertha retusa
- Dinoderinae
  - Gekörnter Bergwald-Bohrkäfer (Stephanopachys substriatus)
  - Getreidekapuziner (Rhyzopertha dominica)
  - Bambusbohrer (Dinoderus minutus)
- Lyctinae
  - Geprägter Splintholzkäfer (Trogoxylon impressum)